# 朱載𡊿
舒城康簡王朱載𡊿（？—1578年），明朝第一代舒城王，益恭王朱厚炫嫡三子。

## 生平
嘉靖三十八年（1559年）十月，明世宗遣武安伯鄭崑等為正使，翰林院修撰唐汝楫等為副使，持節冊封朱載𡊿為舒城王。
萬曆六年（1578年）去世。萬曆八年（1580年）賜諡康簡。萬曆九年（1581年）其嫡長子朱翊鋃即位。

## 子孫
- 子：朱翊銑，早卒未封[5]
- 嫡長子：懷莊王朱翊鋃
- 第二子：鎮國將軍朱翊鍨[6]
  - 第一子：輔國將軍朱常瀄[5]
    - 第一子：朱由槅[5]
    - 第二子：朱由棠[5]

  - 第二子：輔國將軍朱常𦀟[5]
  - 第三子：朱常涶，早卒未封[5]
  - 第四子：朱常𬇴，早卒未封[5]
- 第三子：朱翊䤨，早卒未封[5]

## 評價
温良好樂（康），平易不訾（簡）。